# Йоанис Гунарис
Йоанис (Янкос) Георгиу Гунарис (на гръцки: Ιωάννης, Γιάγκος Γεώργιου Γούναρης) е гръцки общественик, издател и журналист от Бер, издавал първия вестник в града „Астир Верияс“ от 1924 до смъртта си в 1955 г.

## Биография
Йоанис Гунарис е роден в 1896 година в Бер, тогава в Османската империя, днес Гърция, в заможното кожухарско семейство на Георгиос Гунарис и Елени Каракости. Чичо му Василиос Гунарис е виден общественик, лекар и кмет на града. Учи кожухарство, но не се занимава с него и започва да се занимава с журналистика в 1912 г., когато 16-годишен става кореспондент от Солун на атинския вестник „Елас“. Отразява обширно освобождението на Бер по време на Балканската война в 1912 г., като се придвижва с армията на генерал Емануил Манусоянакис.
След войната отваря книжарница-печатница в Бер. От 1924 година започва да издава първия вестник в града – седмичника „Астир Верияс“, като го ръководи до смъртта си в 1955 година. Вестникът се опитва да поддържа баланс между интересите на управляващите, здравия разум и проблемите на града.
Баща е на видния физик Георгиос Гунарис.